# Rhynchosia megalocalyx
Rhynchosia megalocalyx là một loài thực vật có hoa trong họ Đậu. Loài này được Thulin miêu tả khoa học đầu tiên.